# Bleak House (2005)
Bleak House is een Britse historisch dramaserie uit 2005, gebaseerd op het gelijknamige boek van Charles Dickens uit 1852. Het was de derde keer dat de Britse publieke omroep dit boek bewerkte tot een televisieserie, met eerdere adaptaties in 1959 en 1985. De serie uit 2005 bestond uit vijftien afleveringen van een half uur — de eerste een uur — en kostte ongeveer acht miljoen pond om te maken. Bleak House werd eind 2005 uitgezonden door de BBC en behaalde er gemiddeld zeven miljoen kijkers. In 2006 werd de serie bekroond tot "beste dramaserie" op de British Academy Television Awards en won ze ook twee Emmy Awards.

## Verhaal
Bleak House speelt zich af in de eerste helft van de 19e eeuw. De rode draad is de fictieve rechtszaak Jarndyce v. Jarndyce die op dat moment al generaties loopt bij het Britse kanseliershof (court of chancery). De gefortuneerde voorouder van de familie Jarndyce had meerdere wilsbeschikkingen nagelaten en de kwestie van wie nu wat krijgt raakt maar niet opgelost.
Tegen die achtergrond gaan de weeskinderen Ada en Richard bij hun oom John Jarndyce wonen. Die houdt zich zo ver mogelijk van de rechtszaak, maar de kinderen zijn wel betrokken partij en vooral Richard raakt erdoor geobsedeerd. John Jarndyce krijgt ook de voogdij over Esther, het belangrijkste karakter, die eveneens bij hem komt wonen.
Esther raakt innig bevriend met Ada en vervult een belangrijke rol in het huishouden van Jarndyce. Richard is besluiteloos over zijn toekomst, wordt verliefd op Ada en raakt geobsedeerd door de rechtszaak. Al zijn pogingen om een beroep te vinden dat hem ligt, leiden tot niets. Door zijn geringe doorzettingsvermogen krijgt hij woorden met zijn oom en verlaat hij het huis. Onder het mom van een rechtenstudie wijdt hij zich nu alleen nog aan de rechtszaak. Omdat hij zich inlaat met een onbetrouwbare advocaat, wordt hij in korte tijd uitgemolken.
Als Ada 18 wordt, besluiten ze in het geheim te trouwen en neemt ze onverwacht haar intrek bij Richard. Nadat na veel omzwervingen een laatste testament wordt gevonden, winnen Ada en Richard de rechtszaak. De blijdschap slaat om in ongeloof als blijkt dat de hele erfenis is opgegaan aan gerechtelijke kosten. Verzwakt door de drank, geldgebrek en frustraties sterft Richard en laat Ada zwanger achter.
Haar bescheidenheid en wijsheid brengen John Jarndyce ertoe om Esther ten huwelijk te vragen. Na enig nadenken accepteert Esther - uit dankbaarheid - zijn aanzoek, ondanks het enorme leeftijdsverschil.  Als Allen Woodcourt, de dokter die ze hebben leren kennen bij hun hulp aan diverse arme mensen, onverwacht terugkeert van een verre zeereis, krijgt ze spijt van haar besluit maar durft dit niet tegen John Jarndyce te zeggen. Uiteindelijk komt hij erachter en schenkt haar (en Allen) hun eigen Bleak House.

## Rolverdeling
- Anna Maxwell Martin als Esther Summerson
- Denis Lawson als John Jarndyce
- Carey Mulligan als Ada Clare
- Gillian Anderson als Lady Dedlock
- Tom Georgeson als Clamb
- Charles Dance als Mr. Tulkinghorn
- Patrick Kennedy als Richard Carstone
- Timothy West als Sir Leicester Dedlock
- Burn Gorman als Guppy
- Hugo Speer als Sergeant George
- Pauline Collins als Miss Flite
- Philip Davis als Smallweed
- Nathaniel Parker als Harold Skimpole

- Alun Armstrong als Bucket
- Anne Reid als Mrs. Rouncewell
- Lilo Baur als Hortense
- Katie Angelou als Charley Neckett
- Louise Brealey als Judy
- Michael Smiley als Phil Squod
- Emma Williams als Rosa
- Harry Eden als Jo
- Richard Harrington als Allan Woodcourt
- Natalie Press als Caddy Turveydrop
- Sean McGinley als Snagsby
- Dermot Crowley als Mr. Vholes
- Johnny Vegas als Krook